# Radikal 40
Das Radikal 40 mit der Bedeutung „Dach“ ist eines von 31 traditionellen Radikalen der chinesischen Schrift, die aus drei Strichen bestehen. 
Das Radikal 宀 hat keine Funktion als Lautträger.
Beispiele für Zusammensetzungen mit diesem Radikal sind:
| Zeichen | Erklärung |
| ------- | --- |
| 安      | Das Schriftzeichen für Frieden (Tor des Himmlischen Friedens, 天安門, Tiān'ānmén) setzt sich zusammen aus dem Radikal 宀 (= Dach) und dem Radikal 38 女 (= Frau).                                                    |
| 宝      | Das Kurzzeichen für Schatz setzt sich zusammen aus dem Radikal 宀 und dem Radikal 96 (= Jade). |
| 宫      | Das Schriftzeichen für Palast setzt sich zusammen aus dem Radikal 宀 und zwei Mal dem Radikal 30 口 (= Mund), das hier aber nicht in seiner Grundbedeutung steht, sondern die Räume des Palastes symbolisieren soll. |

## Schriftzeichenverbindungen, die vom Radikal 40 regiert werden
| Striche | Zeichen                                                     |
| ------- | ----------------------------------------------------------- |
| +0      | 宀                                                          |
| +02     | 宁 宂 它 宄                                                 |
| +03     | 宅 宆 宇 守 安                                              |
| +04     | 宊 宋 完 宍 宎 宏 宐 宑 宒                                  |
| +05     | 宓 宔 宕 宖 宗 官 宙 定 宛 宜 宝 实 実 宠 审                |
| +06     | 客 宣 室 宥 宦 宨 宩 宪 宫                                  |
| +07     | 宧 宬 宭 宮 宯 宰 宱 宲 害 宴 宵 家 宷 宸 容 宺 宻 宼 宽 宾 |
| +08     | 宿 寀 寁 寂 寃 寄 寅 密 寇 寈                               |
| +09     | 寊 寋 富 寍 寎 寏 寐 寑 寒 寓 寔 寕                         |
| +10     | 寖 寗 寘 寙 寚 寛 寜 寝                                     |
| +11     | 寞 察 寠 寡 寢 寣 寤 寥 實 寧 寨                            |
| +12     | 審 寪 寫 寬 寭 寮                                           |
| +13     | 寯 寰                                                       |
| +14     | 寱 寲                                                       |
| +16     | 寳 寴 寵                                                    |
| +17     | 寶                                                          |
| +18     | 寷                                                          |

 Im Unicodeblock Kangxi-Radikale ist das Radikal 40 unter der Codepointnummer 12.071 (U+2F27) codiert.